# Tritoma mimetica
Tritoma mimetica är en skalbaggsart som först beskrevs av George Robert Crotch 1873.  Tritoma mimetica ingår i släktet Tritoma och familjen trädsvampbaggar. Inga underarter finns listade i Catalogue of Life.